# Heinrich Velstein der Jüngere
Heinrich Velstein der Jüngere (auch: Heinrich Velsten, Henricus Velstenius; * um 1580 in Lauenstein; † 29. April 1611 in Wittenberg) war ein deutscher Philosoph.

## Leben
Heinrich Velstein der Jüngere war der Sohn des Pfarrers Heinrich Velstein (* 1536 in Osnabrück; † 1598 in Lauenstein) und dessen Frau Margaretha, der Tochter des Heinrich Stein. Er besuchte die Schule in Hameln, dann Hannover und Lemgo. Im Anschluss ging er nach Dresden, wo er die Bekanntschaft von Polykarp Leyser des Älteren machte und Privatlehrer seiner Söhne wurde. Mit diesen ging er vier Jahre später 1599 an die Universität Wittenberg, wo er 1601 den akademischen Grad eines Magisters erwarb und 1605 auf Empfehlung von Leyser Professor der Ethik wurde. Seine Vorlesungen, die besonders von Adligen und angehenden Juristen besucht wurden, behandelten politische Systeme und politische Umwälzungen, deren Ursachen und Gegenmittel.
Zu den Voraussetzungen der politischen Wissenschaft gehörte die an den protestantischen Universitäten übliche Praxis, im Zusammenhang mit der Ethik auch über Politisches zu lesen, und zwar im Rahmen einer Interpretation der moralphilosophischen Schriften Philipp Melanchthons und antiker Autoren. Nachdem der Helmstedter Mediziner und Philosoph Henning Arnisaeus eine moderne politische Wissenschaft zu begründen versuchte, unterstützte Velstein diese Bestrebungen mit seinen Werken Centuria Quaestionum Politicarum und Systema Politicum.
Velstein heiratete am 12. Januar 1608 Elisabeth Müller (* 3. Dezember 1587 in Wittenberg; † 8. Februar 1611 in Wittenberg), die Tochter des Wittenberger Bürgers Andreas Müller und der Elisabeth Sider. Aus dieser Ehe gingen die Töchter Elisabeth Velstein und Margaretha Velstein hervor. Velstein, der über eine angeschlagene Gesundheit verfügte, hatte noch 1611 das Dekanat der philosophischen Fakultät übernommen. Nach dem Tod seiner Tochter Margaretha und seiner Frau am Anfang des Jahres 1611, verstarb auch Velstein Ende April. Er wurde am Himmelsfahrtstag (2. Mai) in Wittenberg beigesetzt.

## Werkauswahl
- Centuria quaestionum politicarum de natura et constitutione politices. Wittenberg 1610, Gießen 1620. ([
- Collegium Acroamaticum, s. Disputationes Physiologicas. Wittenberg 1610, 1620.https://books.google.de/books?id=nGdbAAAAcAAJ&printsec=frontcover&hl=de&source=gbs_ge_summary_r&cad=0#v=onepage&q&f=false Digitalisat der Ausg. 1610])
- Systema Politicum. Gießen 1618.
- Sententiam Quaestionum Ethicarum. Wittenberg 1610.
- Epicedia in Obitum Johann. Zanger. Wittenberg 1607.